# Пенья, Кандела
Канде́ла Пе́нья (исп. Candela Peña, настоящее имя Мария дель Пилар Пенья Санчес (исп. María del Pilar Peña Sánchez); род. 14 июня 1973, Гава) — испанская актриса. Трижды лауреат и четырежды номинант премии «Гойя».
Единственная дочь в семье, Кандела Пенья выросла в баре, которым управляли её родители. В четыре года начала занятия балетом в Институте танца в Барселоне. В 17 лет отправилась учиться в Андалусский театральный центр в Севилье, позднее училась в Мадриде.
Пенья трижды удостоилась премии «Гойя»: в 2004 году за лучшую женскую роль второго плана в фильме «Возьми мои глаза» и в 2006 году за лучшую женскую роль в фильме «Принцессы». На XXVII церемонии вручения премий «Гойя», состоявшейся 17 февраля 2013 года, получила свою вторую премию за лучшую женскую роль второго плана в фильме «Мужчины на грани». Кандела Пенья также четыре раза номинировалась на премию «Гойя»: за лучшую женскую роль второго плана и лучший женский дебют в ленте Иманола Урибе «Считанные дни» и за роли второго плана в фильмах Педро Альмодовара «Всё о моей матери» и Пако Леона «Секреты секса и любви».
Лауреат премии Fotogramas de Plata 2005 года в номинации «Лучшая актриса» в фильме «Принцессы».
Лауреат премии Гауди 2013 года за лучшую женскую роль второго плана в фильме «Una pistola en cada mano (Мужчины на грани)».

## Фильмография
- 1994: Считанные дни / Días contados
- 1995: Привет, ты одна? / Hola, ¿estás sola?
- 1995: Лицом к лицу / Boca a boca
- 1996: Селестина / La Celestina
- 1997: Un, dos, tres, ¡Taxi!
- 1997: Над чем смеются женщины? / ¿De qué se ríen las mujeres?
- 1998: Бессонница / Insomnio
- 1999: Всё о моей матери / Todo sobre mi madre
- 1999: Женихи / Novios
- 2001: Без стыда / Sin vergüenza
- 2001: Зелёная юность / Desaliñada
- 2002: Мы не никто / No somos nadie
- 2003: Los muertos van deprisa
- 2003: Торремолинос-73 / Torremolinos 73
- 2003: Чилаут / Descongélate!
- 2003: Возьми мои глаза / Te doy mis ojos
- 2004: Есть повод! / ¡Hay motivo!
- 2005: Принцессы / Princesas
- 2007: Després de la pluja
- 2008: Мой тюремный двор / El Patio de mi cárcel
- 2008: Обнажённые годы / Los Años desnudos
- 2008: The 3 Ages of the Crime
- 2009: Остров внутри / La isla interior
- 2012: Мужчины на грани / Una pistola en cada mano
- 2016: Секреты секса и любви / Kiki, el amor se hace